# Ga Tân Ấp
Ga Tân Ấp là một nhà ga xe lửa thuộc xã Hương Hóa huyện Tuyên Hóa tỉnh Quảng Bình. Nhà ga là một điểm của đường sắt Bắc Nam và nối với ga La Khê với ga Đồng Chuối.

## Các tuyến
- Đường sắt Bắc Nam
- Đường sắt Vũng Áng - Mụ Giạ